# Michael Löwe (Boxer)
Michael Löwe (* 13. Februar 1968 oder 1969 in Hunedoara, Kreis Hunedoara; gebürtig Mihai Leu; † 1. Juli 2025 in Bukarest) war ein rumänischer Boxer, der einen WBO-Titel im Weltergewicht hielt.

## Amateur
Der Sohn eines Ehepaares, das eine Gastwirtschaft betrieb, begann im Alter von acht Jahren in seiner Heimatstadt Hunedoara mit dem Boxsport. Er wurde rumänischer Jugendmeister.
Löwe gewann als Amateur für Rumänien 1987 in Havanna die Juniorenweltmeisterschaft im Halbweltergewicht. Er besiegte dabei im Finalkampf Eamonn Loughran. 1987 setzte er sich bei einem Turnier im griechischen Patras von der rumänischen Mannschaft ab. Leu kam über Frankreich nach Deutschland. Dort weilte er erst in Kaiserslautern und trainierte ab Februar 1988 bei Bayer 04 Leverkusen. Er wurde für diesen Verein zwei Mal Deutscher Meister (1989 und 1990) im Weltergewicht. 1989 besiegte er im Finale Frank Ruf (5:0) und 1990 Arthur Mattheis (4:1). Beim Weltcup-Turnier 1990 in Dublin startete er für Deutschland und ihm gelang ein dritter Rang im Weltergewicht. Seine Bilanz als Amateur waren 190 Siege und zehn Niederlagen.

## Profikarriere
1991 wurde er unter dem Namen „Michael Löwe“ in Deutschland Profi bei Universum Box-Promotion. Im Februar 1993 brachte Universum-Chef Klaus-Peter Kohl für den in Untersuchungshaft sitzenden Löwe, dem Urkundenfälschung vorgeworfen wurde, eine Kaution von 50 000 D-Mark für Löwe auf, damit dieser seinen Kampf gegen den Briten Wayne Green bestreiten konnte. Im September 1993 wurde Löwe in Leverkusen wegen Urkundenfälschung zu einer zweijährigen Bewährungsstrafe verurteilt. Im Juni 1996 erlitt er bei einem Verkehrsunfall schwere Verletzungen.
Löwe gewann bis 1997 26 Mal gegen wenig namhafte Gegner im Weltergewicht. Dann gewann er am 22. Februar 1997 den vakanten Titel der WBO gegen den Panamaer Santiago Samaniego, wurde aber von keinem Fachblatt als echter Weltmeister anerkannt. Am 26. September 1997 verteidigte er den Gürtel umstritten gegen den bei den Profis gescheiterten irischen Olympiasieger Michael Carruth. 
Danach beendete er ungeschlagen seine Karriere und wurde in Rumänien Rallyefahrer sowie Veranstalter von Rallyerennen.
Michael Löwe starb am 1. Juli 2025 nach einem langen Krebsleiden.